# Shansiaspis ovalis
Shansiaspis ovalis är en insektsart som beskrevs av Chen 1983. Shansiaspis ovalis ingår i släktet Shansiaspis och familjen pansarsköldlöss. Inga underarter finns listade i Catalogue of Life.